# Thompson (Connecticut)
Thompson és una població dels Estats Units a l'estat de Connecticut. Segons el cens del 2005 tenia 9.345 habitants.

## Demografia
Segons el cens del 2000, Thompson tenia 8.878 habitants, 3.482 habitatges, i 2.472 famílies. La densitat de població era de 73 habitants/km².
Dels 3.482 habitatges en un 33,4% hi vivien nens de menys de 18 anys, en un 58,2% hi vivien parelles casades, en un 8,9% dones solteres, i en un 29% no eren unitats familiars. En el 23,6% dels habitatges hi vivien persones soles el 10% de les quals corresponia a persones de 65 anys o més que vivien soles. El nombre mitjà de persones vivint en cada habitatge era de 2,55 i el nombre mitjà de persones que vivien en cada família era de 3,02.
Per edats la població es repartia de la següent manera: un 25% tenia menys de 18 anys, un 6,5% entre 18 i 24, un 31,3% entre 25 i 44, un 23,9% de 45 a 60 i un 13,3% 65 anys o més.
L'edat mediana era de 38 anys. Per cada 100 dones de 18 o més anys hi havia 95,7 homes.
La renda mediana per habitatge era de 46.065 $ i la renda mediana per família de 53.088 $. Els homes tenien una renda mediana de 38.949 $ mentre que les dones 26.504 $. La renda per capita de la població era de 21.003 $. Aproximadament el 2,8% de les famílies i el 5,4% de la població estaven per davall del llindar de pobresa.